# Morales, Guatemala
Morales är en kommunhuvudort i Guatemala.   Den ligger i departementet Departamento de Izabal, i den östra delen av landet, 200 km nordost om huvudstaden Guatemala City. Morales ligger 37 meter över havet och antalet invånare är 18 994.
Terrängen runt Morales är platt åt sydost, men åt nordväst är den kuperad. Runt Morales är det ganska tätbefolkat, med 83 invånare per kvadratkilometer. Det finns inga andra samhällen i närheten. Omgivningarna runt Morales är en mosaik av jordbruksmark och naturlig växtlighet.